# Carex arthuriana
Carex arthuriana là một loài thực vật có hoa trong họ Cói. Loài này được C.L.Beckm. & Figert mô tả khoa học đầu tiên năm 1889.